# Ваксинация
Ваксинацията е медицински метод за активна имунизация чрез дозирано въвеждане в организма на ваксина – антигени (живи, отслабени или убити микроорганизми, части от тях или продукти от тяхната дейност). По този начин имунната система на здравия ваксиниран организъм изгражда имунитет срещу ваксиналния щам. Допълнително, за да може ваксината „да проработи“ се очаква пациентът да няма авитаминоза и преди вакиснация да взима допълнителни количества витамини и минерали, както и след това, за да се предотврати вдигане на температура или други неочакванни имунни реакции , както и да поддържа активна (и взаимоуважителна) връзка със своя личен лекар, ваксиниращ лекар и ваксиниращо звено, както и е желателно да следи за препоръки идващи от фирмата или изследояателски център, които предоставят и / или произвеждат ваксината.

## Ваксинацията и медицината във Великобритания
Думата ваксинация е използвана за първи път от британския лекар Едуард Дженър през 1796 г.

## Ваксинацията като превенция на заболяванията
Ваксинацията на цели групи от населението на една страна има за цел изцяло ограничаването, стопирането и в краен резултат ерадикацията на дадено заболяване, което е и смисълът на общата имунизация. Имунизация и ваксинация имат подобен смисъл, като имунизацията по-скоро се отнася до ваксинации, по отношение на вече утилизирани ваксинационни подходи, които имат периодичен характер.

## Метод на работа на ваксините
Всички ваксинации работят чрез представянето на чужд антиген на имунната система, с цел да предизвикват имунен отговор, но има няколко начина да направите това. Четирите основни вида, които са в клиничната практика са както следва:
Инактивирана ваксина се състои от частици на вируса, които се отглеждат в областта на културата и след това убити с помощта на метод, като топлина или формалдехид. Вирусните частици са унищожени и той не може да репликира, но капсидните протеини са непокътнати достатъчно, за да бъдат признати и запомнени от имунната система и да предизвикват отговор. Когато се произвеждат правилно, ваксините не са заразни, но може да доведат до неправилната инактивация в непокътнати и инфекциозни частици. След като надлежно представени ваксина не се възпроизвежда, бустер снимки са длъжни периодично да се засили имунната реакция.
С една атенуирана ваксина, живи вирусни частици с много ниска вирулентност се прилагат. Те ще се възпроизвеждат, но много бавно. Тъй като те се възпроизвеждат и продължават да представляват антигена след първоначалната ваксинация, усилватели, са необходими по-рядко. Тези ваксини са произведени от вируса в клетъчни култури, при животни, или най-оптималните температури, което позволява избор на по-малко опасен щамове, или чрез целеви мутагенеза или заличаванията в гени, необходими за вирулентността. Има малък риск от реверсия на вирулентността, този риск е по-малък във ваксините със заличавания. Атенюирани ваксини също не могат да бъдат използвани от имунокомпрометирани лица
Вирусоподобни частици се състоят от вирусни ваксини протеин (а), получени от структурните протеини на вируса. Тези протеини може самостоятелно съберат в частици, които приличат на вируса, от която са получени, но не съдържат вирусна нуклеинова киселина, което означава, че те не са заразни. Поради техните често повтаряща се структура, вирусоподобни частици са повече, отколкото обикновено имуногенни подразделение ваксини (описани по-долу). Човешкият папилома вирус и вируса на хепатит В ваксини са два вирусоподобни частици базирани ваксини, в клиничната практика.
А подразделение ваксина представя антиген на имунната система, без въвеждане на вирусни частици, цяло или по друг начин. Един от начините на производство включва изолиране на специфичен протеин от вируси или бактерии (като бактериален токсин) и администрирането на това само по себе си. Слабост на тази техника е, че отделни протеини могат да имат различна триизмерна структура от протеини в нормалното му контекст, както и ще доведе антитела, които не могат да признаят инфекциозен организъм. В допълнение, подразделение ваксини често предизвикват слаб отговор на антитела, отколкото на други класове на ваксини.

## Виж още
- Ваксина